# STUDSAT
STUDSAT (kurz für Student Satellite) war ein indischer Cubesat, der von mehreren indischen Universitäten entwickelt wurde. Er hatte die Aufgabe, monochrome Bilder der Erde mit einer Auflösung von 94 Metern zu schießen, die dann für Vegetation und Terrain Mapping verwendet wird.

## Ziel
Das Hauptziel war es, dass indische Studenten die Erfahrungen mit der Fertigung eines Satelliten und Realisierung einer Weltraummission machen konnten.
Die Besonderheit dieses Projektes war, dass es von Studenten initiiert und mit ihnen mit Unterstützung der ISRO geführt wurde. Die Studenten kommen aus sieben Ingenieurhochschulen in Hyderabad und Bangalore.

## Ausstattung
STUDSAT ist auf einer CubeSat-1U-Struktur aufgebaut. Der Satellit hat eine CMOS-Kamera an Bord.
Er sollte durch Batterien und Solarzellen mit Strom versorgt werden.

## Start
STUDSAT wurde am 12. Juli 2010 auf einer PSLV-Trägerrakete zusammen mit Cartosat-2B, Alsat-2A, AISSat-1 und TIsat-1 vom Satish Dhawan Space Centre in einen niedrigen Erdorbit gebracht, jedoch erhielt man keine Signale vom Satelliten.